# ORF III

Logo stacji w HD

ORF III (właściwie ORF III – Kultur und Information) – trzeci program austriackiego nadawcy publicznego ORF o charakterze kulturalno-informacyjnym, uruchomiony 26 października 2011 roku, zastępując TW1.

## Logo
| od 26 października 2011 | Logotyp ORF, obok niego trzy trapezy skierowane do lewej, a pod logotypem napis Kultur und Information. |  |